# Radeon 500
A série Radeon 500 é uma série de processadores gráficos desenvolvidos pela AMD. Essas placas são baseadas na quarta iteração da arquitetura Graphics Core Next, com GPUs baseadas nos chips Polaris 30, Polaris 20, Polaris 11 e Polaris 12. Assim, a série RX 500 usa a mesma microarquitetura e conjunto de instruções de seu antecessor, enquanto faz uso de melhorias no processo de fabricação para permitir taxas de clock mais altas.
Os chips GCN de terceira geração são produzidos em um processo CMOS de 28 nm. Os chips Polaris (GCN de quarta geração) (exceto o Polaris 30) são produzidos em um processo FinFET de 14 nm, desenvolvido pela Samsung Electronics e licenciado para a GlobalFoundries. Os chips Polaris 30 são produzidos em um processo FinFET de 12 nm, desenvolvido pela Samsung e GlobalFoundries.

## Tabela de chipset
- Os padrões de exibição suportados são: DisplayPort 1.4 HBR, HDMI 2.0b, HDR10 colorido.[12]
- Dual-Link DVI-D e DVI-I em resoluções de até 4096 × 2304 também são suportados, apesar das portas não estarem presentes nas placas de referência.
- Portas VGA em resoluções de até 2048x1536 também são suportadas, apesar das portas não estarem presentes nas placas de referência, embora as portas VGA sejam encontradas principalmente em placas vendidas exclusivamente na Ásia Oriental.

### Desktop e laptop
| Modelo (Codinome)                 | Data de lançamento e preço                          | Arquitetura Fab                  | Transistores e Tamanho da matriz | Core              | Core        | Taxa de preenchimento | Taxa de preenchimento | Poder de processamento (GFLOPS) | Poder de processamento (GFLOPS) | Memória        | Memória                      | Memória      | Memória                 | TBP     | Interface de barramento |
| Modelo (Codinome)                 | Data de lançamento e preço                          | Arquitetura Fab                  | Transistores e Tamanho da matriz | Config            | Clock (MHz) | Textura (GT/s)        | Pixel (GP/s)          | Single                          | Double                          | Tamanho        | Tipo e largura do barramento | Clock (MT/s) | Largura de banda (GB/s) | TBP     | Interface de barramento |
| --------------------------------- | --------------------------------------------------- | -------------------------------- | -------------------------------- | ----------------- | ----------- | --------------------- | --------------------- | ------------------------------- | ------------------------------- | -------------- | ---------------------------- | ------------ | ----------------------- | ------- | ----------------------- |
| Radeon 520 (Banks)                | 18 de abril de 2017 OEM                             | GCN 1 28 nm                      | 690×106 56mm2                    | 320:20:4 5 CU     | 1030        | 20.6                  | 4.1                   | 659.2                           | 41.2                            | 1 GB 2 GB      | DDR3 GDDR5 64-bit            | 2000 4500    | 16 36                   | ?       | PCIe 3.0 ×8             |
| Radeon 530 (Weston)               | 18 de abril de 2017 OEM                             | GCN 3 28 nm                      | ? 125 mm2                        | 320:20:8 5 CU     | 1024        | 20.480                | 8.2                   | 655.36                          | 40.96                           | 1 GB 2 GB 4 GB | DDR3 GDDR5 64-bit            | 1800 4500    | 14.4 36                 | ?       | ?                       |
| Radeon 530 (Weston)               | 18 de abril de 2017 OEM                             | GCN 3 28 nm                      | ? 125 mm2                        | 384:24:8 6 CU     | 1024        | 24.576                | 8.2                   | 786.432                         | 49.152                          | 1 GB 2 GB 4 GB | DDR3 GDDR5 64-bit            | 1800 4500    | 14.4 36                 | ?       | ?                       |
| Radeon RX 540 (Polaris 12)        | 18 de abril de 2017 OEM                             | GCN 4 GloFo 14LPP                | 2.2×109 101 mm2                  | 512:32:16 8 CU    | 1124 1219   | 35.968 39.008         | 17.984 19.504         | 1150.976 1248.256               | 71.936 78.016                   | 2 GB 4 GB      | GDDR5 128-bit                | 6000         | 96                      | ?       | PCIe 3.0 ×8             |
| Radeon RX 550 (Polaris 12)        | 20 de abril de 2017 $79 USD                         | GCN 4 GloFo 14LPP                | 2.2×109 101 mm2                  | 512:32:16 8 CU    | 1100 1183   | 35.2 37.856           | 17.6 18.928           | 1126.4 1211.392                 | 70.4 75.712                     | 2 GB 4 GB      | GDDR5 128-bit                | 7000         | 112                     | 50 W    | PCIe 3.0 ×8             |
| Radeon RX 550 640SP (Polaris 11)  | 20 de abril de 2017 $79 USD                         | GCN 4 GloFo 14LPP                | 3.0×109 123 mm2                  | 640:40:16 10 CU   | 1019 1071   | 40.76 42.84           | 16.304 17.136         | 1304.32 1370.88                 | 81.52 85.68                     | 2 GB 4 GB      | GDDR5 128-bit                | 6000         | 96                      | 60 W    | PCIe 3.0 ×8             |
| Radeon RX 550X (Polaris 12)       | 11 de abril de 2018 $79 USD                         | GCN 4 GloFo 14LPP                | 2.2×109 101 mm2                  | 512:32:16 8 CU    | 1100 1287   | 35.2 41.184           | 17.6 20.592           | 1126.4 1317.888                 | 70.4 82.368                     | 2 GB 4 GB      | GDDR5 128-bit                | 7000         | 112                     | 50 W    | PCIe 3.0 ×8             |
| Radeon RX 550X 640SP (Polaris 11) | 11 de abril de 2018 OEM                             | GCN 4 GloFo 14LPP                | 3.0×109 123 mm2                  | 640:40:16 10 CU   | 1019 1071   | 40.76 42.84           | 16.304 17.136         | 1304.32 1370.88                 | 81.52 85.68                     | 2 GB 4 GB      | GDDR5 128-bit                | 6000         | 96                      | 60 W    | PCIe 3.0 ×8             |
| Radeon RX 560D (Polaris 21)       | 4 de julho de 2017 OEM e apenas China               | GCN 4 GloFo 14LPP                | 3.0×109 123 mm2                  | 896:56:16 14 CU   | 1090 1175   | 61.0 65.8             | 17,4 18.8             | 1953 2106                       | 122,0 131.6                     | 2 GB 4 GB      | GDDR5 128-bit                | 6000         | 96                      | 65 W    | PCIe 3.0 ×8             |
| Radeon RX 560 (Polaris 21)        | 4 de julho de 2017 $99 USD                          | GCN 4 GloFo 14LPP                | 3.0×109 123 mm2                  | 896:56:16 14 CU   | 1090 1175   | 61.0 65.8             | 17.4 18.8             | 1953 2106                       | 122.0 131.6                     | 2 GB 4 GB      | GDDR5 128-bit                | 7000         | 112                     | 60-80 W | PCIe 3.0 ×8             |
| Radeon RX 560 (Polaris 21)        | 18 de abrl de 2017 $99 USD                          | GCN 4 GloFo 14LPP                | 3.0×109 123 mm2                  | 1024:64:16 16 CU  | 1175 1275   | 75.2 81.6             | 18.8 20.4             | 2406 2611                       | 150.4 163.2                     | 2 GB 4 GB      | GDDR5 128-bit                | 7000         | 112                     | 60-80 W | PCIe 3.0 ×8             |
| Radeon RX 570 (Polaris 20)        | 18 de abril de 2017 $169 USD                        | GCN 4 GloFo 14LPP                | 5.7×109 232 mm2                  | 2048:128:32 32 CU | 1168 1244   | 149.5 159.2           | 37.4 39.8             | 4784 5095                       | 299.0 318.4                     | 4 GB 8 GB      | GDDR5 256-bit                | 7000         | 224                     | 150 W   | PCIe 3.0 ×16            |
| Radeon RX 580 (Polaris 20)        | 18 de abril de 2017 $199 USD (4 GB) $229 USD (8 GB) | GCN 4 GloFo 14LPP                | 5.7×109 232 mm2                  | 2304:144:32 36 CU | 1257 1340   | 181.0 193.0           | 40.2 42.9             | 5792 6175                       | 362.0 385.9                     | 4 GB 8 GB      | GDDR5 256-bit                | 8000         | 256                     | 185 W   | PCIe 3.0 ×16            |
| Radeon RX 590 GME (Polaris 20)    | 9 de março de 2020 China Only                       | GCN 4 GloFo 14LPP                | 5.7×109 232 mm2                  | 2304:144:32 36 CU | 1257 1380   | 181.0 198.7           | 40.2 44.2             | 5792 6359                       | 362.0 397.4                     | 8 GB           | GDDR5 256-bit                | 8000         | 256                     | 175 W   | PCIe 3.0 ×16            |
| Radeon RX 590 (Polaris 30)        | 15 de novembro de 2018 $279 USD                     | GCN 4 Samsung/GloFo 12LP (14LP+) | 5.7×109 232 mm2                  | 2304:144:32 36 CU | 1469 1545   | 211.5 222.5           | 47.0 49.4             | 6769 7120                       | 423.0 444.9                     | 8 GB           | GDDR5 256-bit                | 8000         | 256                     | 225 W   | PCIe 3.0 ×16            |

1. 1 2 3  Valores de boost (se disponíveis) são indicados abaixo do valor base em itálico.
2. ↑  A taxa de preenchimento da textura é calculada como o número de Unidades de mapeamento de textura multiplicado pela velocidade básica (ou boost) do clock do núcleo.
3. ↑  A taxa de preenchimento de pixel é calculada como o número de Unidades de saída de renderização multiplicado pela velocidade de clock base (ou boost) do núcleo.
4. ↑  O desempenho de precisão é calculado a partir da velocidade básica (ou boost) do clock do núcleo com base em uma operação FMA.
5. ↑  Shaders Unificados: Unidades de Mapeamento de Textura: Unidades de Saída de Renderização e unidade de computação (CU)
6. 1 2  Não possui codificador e decodificador de vídeo de hardware
7. ↑  O processo 14LPP FinFET de 14 nm da GlobalFoundries é de segunda origem da Samsung Electronics.[19]
8. ↑  Em outubro de 2017, a AMD marcou um chip Polaris adicional como "RX 560", embora tenha menos unidades de sombreamento e mapeamento de textura do que o primeiro RX 560 lançado.
9. ↑  O processo 12LP de 12 nm da GlobalFoundries é baseado no processo 14LPP de 14 nm da Samsung.[19]